# Rabí
Rabí (en allemand : Rabi, précédemment : Raby) est une ville du district de Klatovy, dans la région de Plzeň, en République tchèque. Sa population s'élevait à 492 habitants en 2021.

## Géographie
Rabí se trouve à 8 km au sud-ouest de Horažďovice, à 27 km au sud-est de Klatovy, à 54 km au sud-sud-est de Plzeň et à 107 km au sud-ouest de Prague.

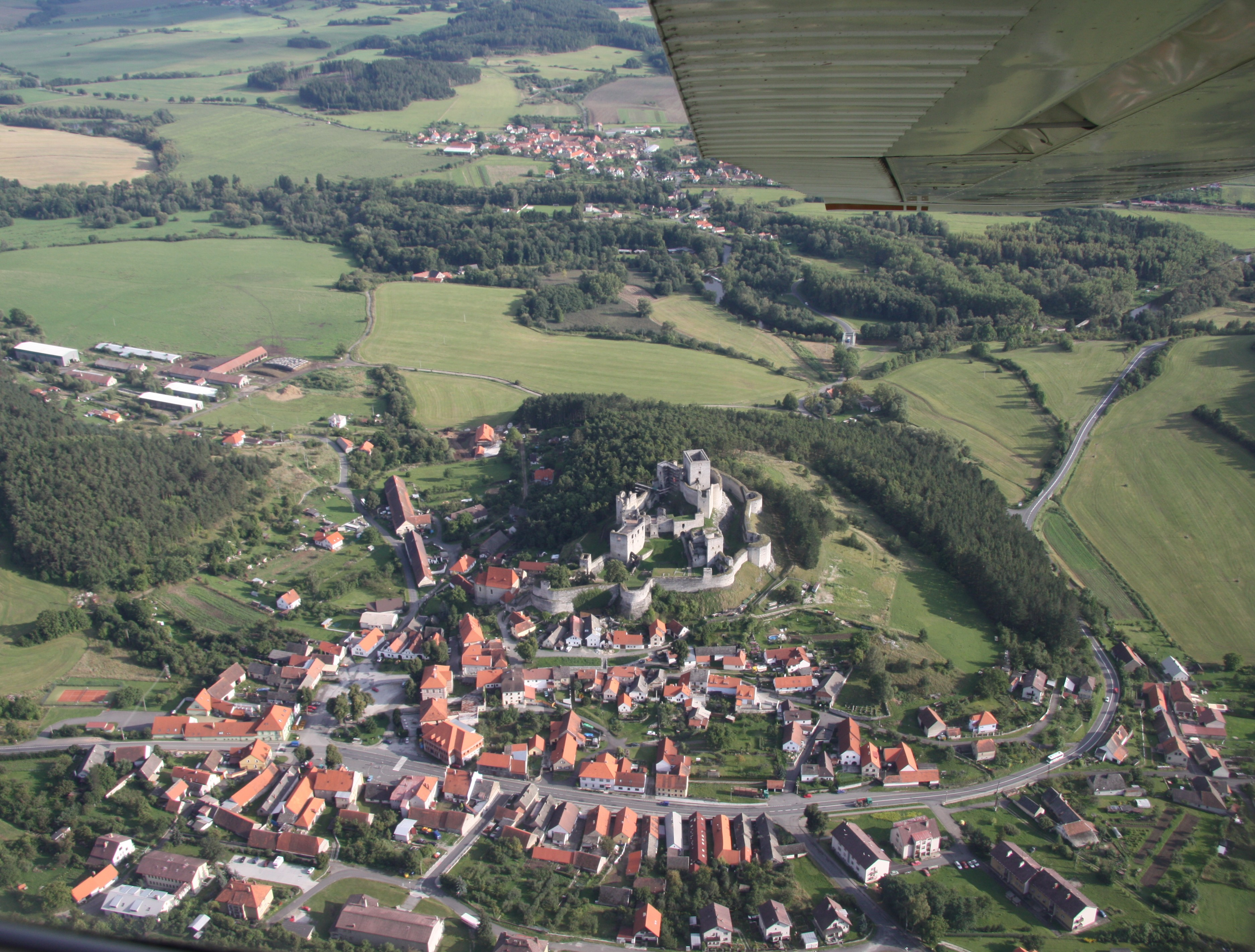
Rabí : vue aérienne oblique.

La commune est limitée par Hradešice et Malý Bor au nord, par Velké Hydčice et Hejná à l'est, par Žichovice et Čímice au sud, et par Sušice et Dobršín à l'ouest, et Budětice au nord-ouest.

## Histoire
La première mention écrite de la localité date de 1380. Rabí a le statut de ville depuis le 1er avril 2010.

## Galerie

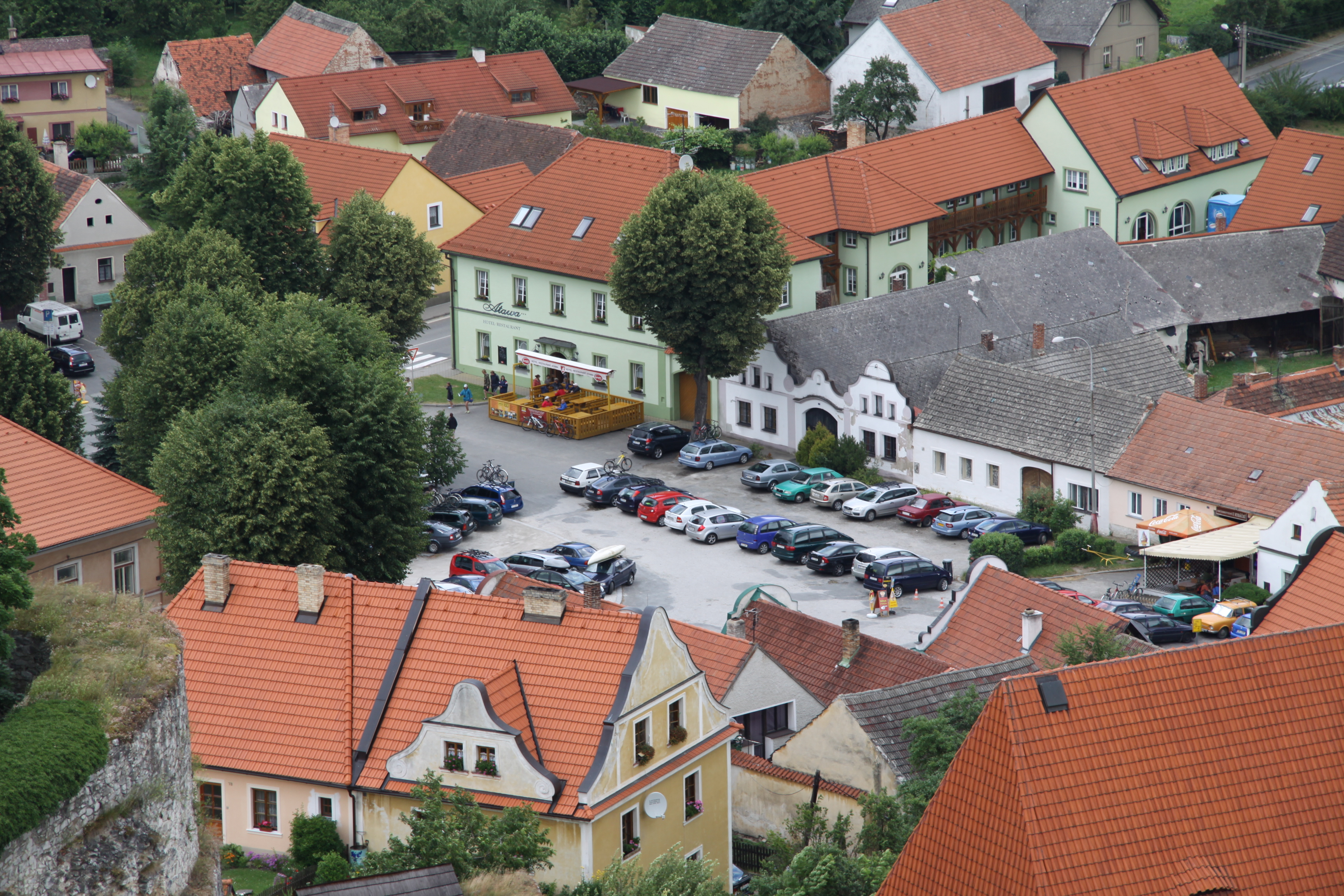
Rabí : place centrale.
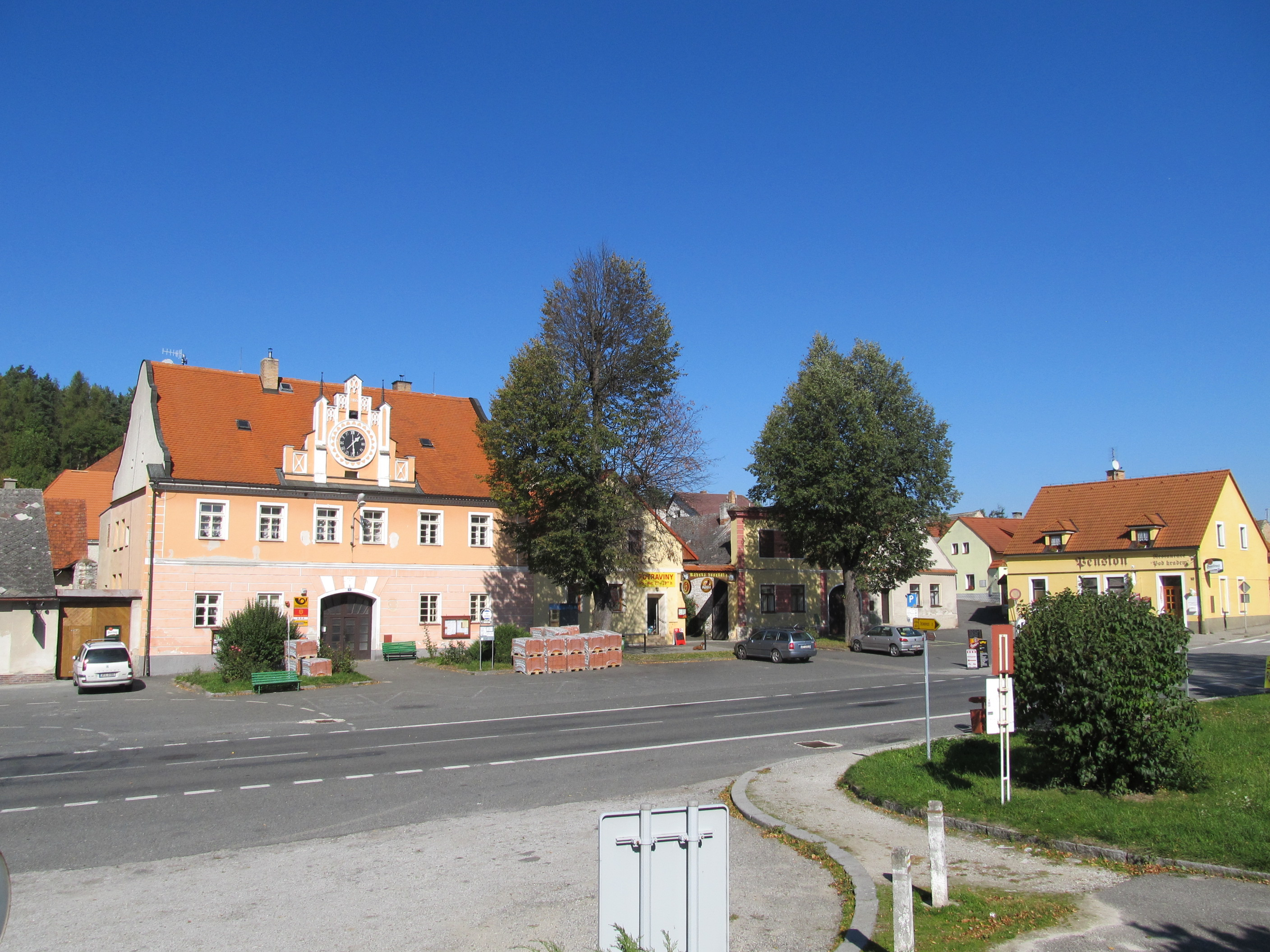
L'hôtel de ville.

## Transports
Par la route, Rabí se trouve à 9 km de Horažďovice, à 33 km de Klatovy, à 69 km de Plzeň et à 122 km de Prague.